# 森图塞
森图塞（葡萄牙語：Sento Sé）是巴西巴伊亚州的一个市镇。总面积12871.039平方公里，总人口35432人，人口密度2.8人/平方公里。